# Antonio Pecoraro
Antonio Pecoraro (San Vito dei Normanni, 3 marzo 1876 – 3 luglio 1966) è stato un organista e compositore italiano.

## Biografia
Antonio Pecoraro nasce nel 1876 a San Vito dei Normanni, piccolo centro in provincia di Brindisi.
Frequenta le scuole elementari fino alla classe sesta e contemporaneamente studia chitarra, organo e composizione con il maestro Vincenzo Rosiello, direttore della locale Banda Musicale.
Già all'età di 13 anni aiuta e sostituisce il maestro suonando l'organo dell'Arciconfraternita dei Morti e per questo suo servizio «prestato straordinariamente» diviene, nonostante la sua giovine età, novizio dell'Arciconfraternita. Qualche anno dopo è nominato organista della chiesa di Santa Maria della Pietà.
In questo periodo è anche organista del complesso bandistico locale impegnato ad eseguire, nelle feste patronali dei vari paesi, la Messa solenne con coro, organo e strumenti.
Nel 1895, a 18 anni, diviene organista della Confraternita dell'Immacolata.
Due anni dopo, nel 1897, è nominato organista dell'Arciconfraternita dei Morti, successivamente della Chiesa di Santa Maria della Mercede e quindi nel 1902 della Basilica di Santa Maria della Vittoria (Chiesa Madre) alle dipendenze del Capitolo e delle tre Confraternite qui operanti.
Il 23 marzo 1915 riceve in un concorso nazionale indetto dalla ditta Tito Belati di Perugia una medaglia d'argento per la composizione di un Tantum ergo. Nello stesso anno, è richiamato alle armi con l'incarico di infermiere, presso il contingente militare stanziato a Torre Guaceto, località costiera a 10 km da San Vito dei Normanni.
Risale a questo periodo la Messa da Requiem composta per commemorare in una solenne manifestazione i primi sanvitesi caduti.
Dopo la guerra riprende il suo posto di organista nelle varie chiese.
Rimane organista del Capitolo ininterrottamente fino al 1945 quando, per una incipiente e progressiva sordità, comincia a lasciare i suoi incarichi, per poi abbandonarli definitivamente nel 1951.
La sua attività di compositore si protrae fino a qualche giorno prima della sua morte avvenuta il 3 luglio 1966.

## Composizioni
Vasta è la sua produzione musicale. I manoscritti che si sono salvati, sono oltre 700 per un totale di oltre duemila pagine.
Fra le sue composizioni sono da ricordare:
- Le Tre Ore d'agonia del 1909, del 1941, del 1944 e del 1947;
- La Via Matris che era eseguita nella chiesa di Santa Maria della Pietà nei sette venerdì che precedevano la Settimana Santa (ben 10 opere sullo stesso testo);
- La Desolata (da cui è tratto il famoso brano: Madre che il Figlio gemi);
- Le Sette Effusioni del Preziosissimo Sangue
- La Novena dell'Immacolata (14 fascicoli);
- La Messa da requiem scritta nel 1916 in occasione di una messa in suffragio dei primi sanvitesi caduti in guerra;
- Tre Messe da gloria;
- I Canti per le Prediche di Passione];
- "Le Frottole" per la Visita ai Sepolcri. Fanno parte di queste raccolte i noti brani Il tuo profondo strazio, Madre afflitta e dolorosa e O Regina che pallida e mesta.